# 臧海利
臧海利（1978年12月19日—），已退役的中国足球运动员。

## 简介
主要司职左右两个边后卫，早先效力于八一队。末代甲A结束后，八一队解散，球员集体上榜，臧海利转业加入辽宁队。
2008年辽宁降级后，臧海利曾提出转会，希望加盟家乡球队长春亚泰，但是最终未能成行。2011年中超联赛结束后，臧海利选择了退役。退役后的臧海利仍然在辽宁队工作，任预备队主教练。